# Evangeliario di Ottone III

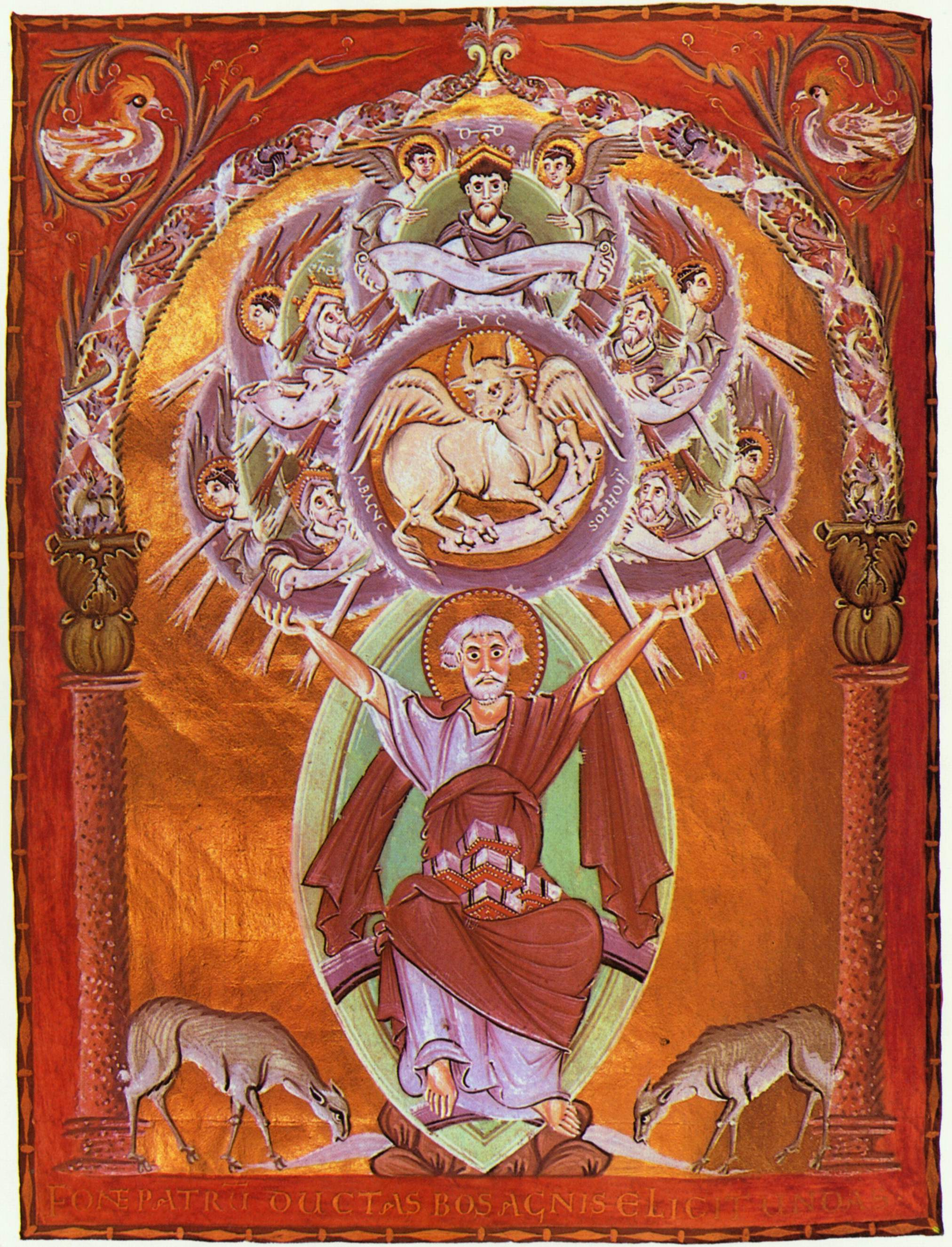
Evangeliario di Ottone III: l'evangelista Luca.

L'Evangeliario di Ottone III è un'opera di miniatura del periodo ottoniano del quale costituisce uno dei capolavori.  

## Storia
Il manoscritto fu creato verosimilmente verso l'anno 1000 su commissione dell'imperatore Ottone III o del suo successore Enrico II, presso lo scriptorium dell'abbazia di Reichenau ed appartiene al cosiddetto Liuthar Gruppe . L'Evangeliario appartenne fino al 1803 al Tesoro del Duomo di Bamberga e, nel corso della secolarizzazione passò alla Bayerische Staatsbibliothek di Monaco di Baviera, dove tuttora è conservato al numero Clm 4453 . Con altre opere della scuola dell'abbazia di Reichenau, nel 2003 il manoscritto venne inserito nell'elenco UNESCO Memoria del mondo .

## Descrizione

### Manoscritti

#### Contenuto e decorazione
Il manoscritto redatto su pergamena secondo lo stile della scuola di Reichenau, consiste di 278 fogli (I + 277) con formato 33,5 cm × 24 cm. Il codice è decorato con 29 miniature a piena pagina, dodici tavole canoniche e quattro capilettera a piena pagina. Alle tavole canoniche abbellite da arcate riccamente decorate, segue l'immagine a doppia pagina dell'imperatore, le raffigurazioni degli evangelisti all'inizio di ogni Vangelo e una pagina decorata con un'iniziale e l'inizio del testo. 
Nei testi evangelici ci sono illustrazioni appartenenti alle singole pericopi. Un gruppo particolare di immagini si trova nelle miniature del ciclo della Passione; il pittore dell'immagine dell'Imperatore è di livello eccezionale. La copiatura del testo è attribuita a tre di scrivani e le miniature si devono ad almeno tre decoratori tuttavia non è possibile determinarne il numero preciso. Il manoscritto uscito dello scriptorium di Reichenau, è scritto in minuscolo; come scrittura maiuscola è stata usata la Capitale libraria nei colori rosso e nero; solo per le righe iniziali dei capitoli è stata usata l'onciale in rosso con capolettera dorata .

#### Immagine dell'Imperatore

##### Descrizione

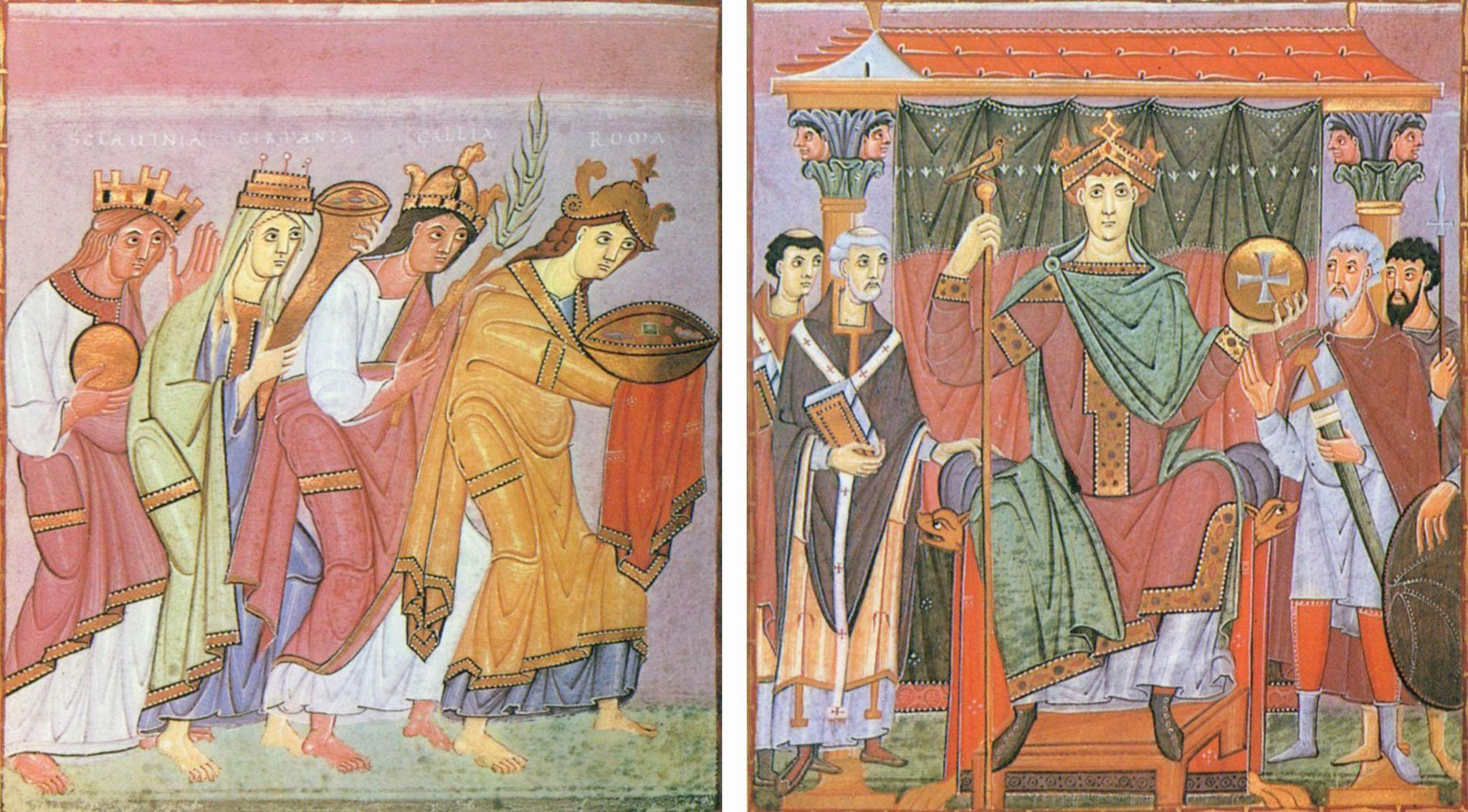
Maestro della scuola di Reichenau - Immagine dell'Imperatore

La prima immagine del manoscritto è anche la più famosa: è la rappresentazione del sovrano in trono al quale le province offrono i loro doni. L'immagine dedicatoria occupa le pagine interne di un doppio folio che si trova tra le tavole canoniche e l'altro doppio folio con l'immagine degli evangelisti e la pagina iniziale del Vangelo di Matteo.
La parte destra della doppia pagina mostra l'Imperatore nel suo palazzo seduto su un trono posto davanti a una colonna coperta di tende e circondato dai dignitari di corte.   
Egli porta una grande corona tempestata di gioielli, è vestito con una tunica bianca e, come segno della sua dignità imperiale, con una tunica porpora i cui orli dorati e le strisce decorative sono riccamente incastonate di pietre preziose. Indossa, inoltre, un mantello chiuso sulla spalla destra.   
Nella mano destra l'Imperatore tiene lo scettro con l'aquila augustea e nella mano sinistra la sphaira decorata con la croce: sono i simboli del suo potere.  
Accanto al trono, a sinistra, ci sono due ecclesiastici in paramenti episcopali e adornati con il pallio che dà indicazione della loro posizione di metropoliti, mentre a destra sono raffigurati due guerrieri, uno anziano e uno giovane, che reggono la spada, la lancia e lo scudo del sovrano. L'abito di ogni personaggio raffigurato è scelto con cura ed è chiaramente distinto da quello dell'Imperatore: la tunica lunga è riservata al sovrano, i vescovi portano dalmatica con maniche larghe e, infine, i due guerrieri indossano una tunica corta. 
Anche le calzature sono differenziate: l'Imperatore indossa scarpe abbottonate, i vescovi indossano sandali e i militari stivali semi-alti. Capigliatura e barba sono studiati con cura: solo l'ecclesiastico più anziano è raffigurato con una barba corta, il più giovane, invece, è senza barba come l'imperatore mentre gli altri personaggi  portano lunghe e folte barbe. Il sovrano ha i capelli rossi, in contrasto con le altre figure, e questo è un altro segno distintivo. 
Una processione di quattro figure femminili si dirige verso il sovrano: sono le allegorie delle province di Roma, Gallia, Germania e delle Sclavenia. Esse portano i loro doni all'Imperatore e sono guidate da Roma che porta fra le mani, coperte da un panno rosso, una ciotola d'oro piena di pietre preziose. A Roma segue la Gallia che porta in mano un ramo di palma, la Germania porta in dono una cornucopia piena di gioielli e infine Sclavenia offre un globo d'oro. Tutte e quattro le figure sono riccamente incoronate e vestite con abiti sontuosamente decorati.

##### Interpretazione

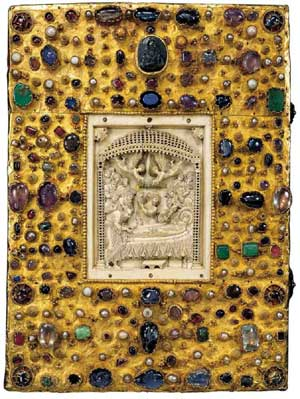
Coperta dell'Evangeliario di Ottone III

I nomi delle quattro figure, così come l'ordine in cui appaiono, sono stati uno degli argomenti di maggiore importanza per identificare il sovrano come l'imperatore Ottone III, con particolare riferimento agli ultimi anni del suo regno quando la concezione classica costituì il tema centrale della sua politica. Un secondo argomento, determinato dall'importanza e dall'età delle province nella federazione dell'Impero Romano, è stato giustamente associato all'altra grande figura che godette della venerazione incondizionata dell'imperatore ottoniano nei suoi ultimi anni: Carlo Magno, la cui capitale e tomba, Aquisgrana, che racchiudeva la provincia di Gallia come territorio imperiale sulla riva sinistra del Reno.  Anche l'allegoria della Sclavenia indica il periodo in cui Ottone cercò di legare più saldamente a sé l'impero slavo.
Il fatto che l'allegoria di Roma sia stata associata all'imperatore Augusto, del quale Ottone stringe in una mano lo scettro con l'aquila, rafforza il contenuto programmatico della raffigurazione, e quindi non sorprende che, nel corso della storia, siano stati fatti ripetuti tentativi di identificare le figure in piedi ai lati del trono, con figure storiche. Tuttavia non ci sono prove concrete per confermare tali identificazioni; piuttosto, le figure in questione, appartengono all'antica iconografia imperiale e quindi lo spettatore le incontra già nei ritratti carolingi dei regnanti mentre adempiono alla stessa funzione di portatori di armi. 
L'importanza del clero, e in particolare dell'episcopato, come fattore costitutivo della struttura della chiesa imperiale ottoniana, si evidenzia nella rappresentazione dei due dignitari ecclesiastici al fianco del sovrano, il più anziano dei quali, quello di fronte, poggia la mano sul cuscino del trono. Questo gesto si trova anche nell'arte carolingia, per esempio nella Prima Bibbia di Carlo il Calvo, dove si notano due ecclesiastici dalla figura imponente in piedi presso il trono di Carlo il Calvo mentre pongono le loro mani sulla sua schiena. Anche l'offerta di doni preziosi è presente nell'iconografia carolingia.

#### Rilegatura
La rilegatura del manoscritto consiste in due tavole di quercia spesse 13 mm che misurano rispettivamente 338 × 245 e 242 mm. La coperta è decorato nella parte anteriore con un rilievo bizantino in avorio raffigurante la morte di Maria e arricchito da 188 pietre preziose oltre ad essere ricoperto all'interno da un tessuto di seta anch'esso importato da Bisanzio e risalente all'anno 1000 circa. La coperta posteriore, invece, è ricoperta da un velluto rosso probabilmente risalente al XVIII secolo.  
La cornice, realizzata con fogli d'oro, è incastonata sontuosamente con pietre preziose, gemme e perle in incastonature chiuse e traforate, tra le quali ci sono coni e piramidi sferiche in filigrana d'oro. Gli angoli sono protetti da piastre di smalto colorato. Le pietre tagliate sono antiche e di origine bizantina; una gemma di Alsen risale probabilmente al VIII o IX secolo.
La distribuzione irregolare delle pietre ornamentali può essere attribuita ai danneggiamenti e ai restauri poiché la disposizione originariamente equilibrata, le cui caratteristiche di base sono ancora riconoscibili, ha subito mutamenti nel corso dei secoli a causa di rifusioni, aggiunte e spostamenti. Colpiscono le incastonature con zaffiri che un tempo, e ancora in alcuni casi, sono  disposti a croce. La rilegatura era già fondamentalmente restaurata e rielaborata durante il regno di Enrico II che donò il codice al Capitolo della cattedrale di Bamberga. Forse la rilegatura non era ancora stata completata quando il manoscritto arrivò nelle mani dell'imperatore Enrico II e fu terminata solo dopo il cambio di proprietà.
Il pannello d'avorio raffigurante la morte di Maria faceva originariamente parte di un trittico e rappresenta una delle opere più importanti della scultura bizantina in avorio del X secolo, probabilmente proveniente dal patrimonio di Ottone III. La composizione, ben equilibrata, mostra la figura di Maria che riposa sul suo letto di morte sotto un baldacchino posto in primo piano, gli apostoli idolenti ai lati del letto e Cristo al centro che solleva l'anima della defunta, che viene ricevuta da due angeli con le mani velate che fluttuano in alto.